# Dorota Walkowiak-Tomczak
Dorota Walkowiak-Tomczak (ur. 24 sierpnia 1967 w Poznaniu) – polska inżynier, dr hab. nauk rolniczych, adiunkt Instytutu Technologii Żywności Pochodzenia Roślinnego i prodziekan Wydziału Nauk o Żywności i Żywieniu Uniwersytetu Przyrodniczego w Poznaniu.

## Życiorys
15 czerwca 2000 obroniła pracę doktorską Mikrobiologiczna denitryfikacja soku z buraka ćwikłowego, 19 września 2013 habilitowała się na podstawie pracy zatytułowanej Zmiany jakościowe śliwek (Prunus domesticaL.) podczas przechowywania i suszenia oraz ocena właściwości prozdrowotnych suszu. Pracowała w Instytucie Technologii Żywności Pochodzenia Roślinnego na Wydziale Nauk o Żywności i Żywieniu Akademii Rolniczej im. Augusta Cieszkowskiego w Poznaniu.
Objęła funkcję adiunkta w Instytucie Technologii Żywności Pochodzenia Roślinnego oraz prodziekana na Wydziale Nauk o Żywności i Żywieniu Uniwersytetu Przyrodniczego w Poznaniu.